# 核濃縮

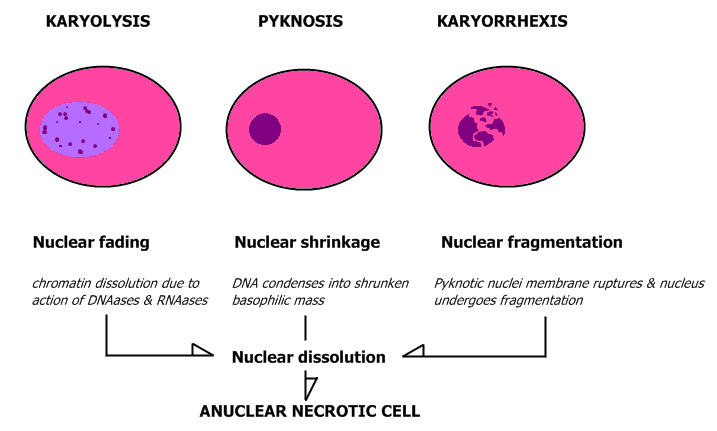
核濃縮およびその他の核崩壊の形態学的特徴

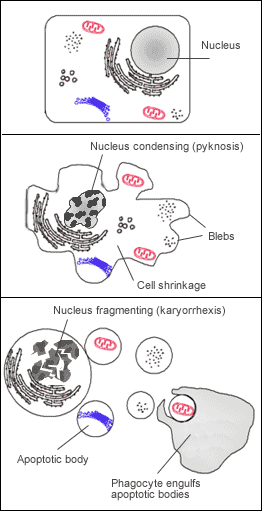
アポトーシス

核濃縮（かくのうしゅく、pyknosisまたはkaryopyknosis、pycnosisの表記も多い　ピクノーシス）は、ネクローシスあるいはアポトーシスを遂げる細胞の核におけるクロマチンの不可逆的濃縮（凝縮）である。核濃縮に続いて核崩壊（核の断片化）が起こる。ピクノーシス（ギリシア語で「濃くする」という意味のpyknonoに由来）は赤血球および好中球（白血球の一種）の成熟においても観察される。成熟中の正染性赤芽球（metarubricyte、赤血球成熟の一段階）は核を除く前に核濃縮し、網赤血球になる。成熟中の好中球は核を複数の連結した分葉へと濃縮する。この分葉核は細胞がその生涯を終えるまで細胞中にとどまる。
濃縮した核は副腎の網状帯でしばしば見られる。また、パラケラチン化上皮中の最外層の角化細胞でも見られる。